# مارکو کمپسه
مارکو کمپسه (انگلیسی: Marco Campese؛ زادهٔ ۹ مهٔ ۱۹۸۰) بازیکن فوتبال اهل ایتالیا است.
از باشگاه‌هایی که در آن بازی کرده‌است می‌توان به باشگاه فوتبال یوونتوس اشاره کرد.